# كركدن (مغني راب)
كركدن، يعرف أيضاً باسم «أورجينال فن»، اسمه الحقيقي هو صبري الجمل. وهو مغني راب إيطالي من أصل تونسي، يعد من أشهر مغنيي موسيقى الراب في إيطاليا.
يتقن كركدن الغناء بثلاث لغات وهي العربية، الفرنسية والإيطالية كما يعرف بمهارته في السجع.

## نشأته
نشأ كركدن بحي الطيران بالضاحية الغربية لتونس العاصمة، والذي يبدي إليه تشبثاً كبيراً جداً وصل إلى حد وشم اسم الحي على صدره "Tayaran"، إضافة إلى قيامه بتصوير العديد من الأغاني المصورة التي يعرض فيها الأجواء الشعبية المرحة لهذا الحي، ويشكر في هذه الأغاني المصورة أبناء حيّه وذلك على غرار فيديو أغنية الأطفال بالخارج مع فرقة كلوب دوغو.
بدأ «كركدن أورجينال فن» مسيرته الفنية منذ سن الثالثة عشرة، ومنذ ذلك العمر يجوب مسارح دور الشباب وغالباً ما تنتهي حفلاته بتدخّل من الأمن والشرطة، وذلك بسبب أغانيه المطالبة بالحرية والمعادية للسلطة. تأثر «كركدن أورجينال فن» منذ بداية طفولته بموسيقى الراب، إلاّ أن ذلك لم يمنعه من القيام بالعديد من الأغاني الملتزمة المنددة بالدكتاتورية والمطالبة بإطلاق الحريات وخاصة حرية التعبير. إضافة إلى الغناء عُرف كركدن بعشقه الشديد لرياضة الملاكمة التي مارسها طيلة شبابه، ولعل أغنية «علي بووم» والتي تمثل إهداء من كركدن إلى الملاكم محمد علي أكبر دليل على ذلك.

## مسيرته
بدأ كركدن مسيرته الفنيّة من تونس كعضو في فرقة«سيتي زاد» (City Z) وهي أحد الفرق السبّاقة في فنّ الراب في تونس إلاّ ان نظراً لعدم توفر الأرضية الملائمة للنجاح، المتمثلة في وجود العديد من العراقيل أهمها قلة الموارد المادية، الدكتاتورية المتمثلة في «الصنصرة» والمراقبة الحكومية، إضافة إلى رفض هذا النوع من الأغاني من طرف الأجيال السابقة التي تتحكم في قطاع الإعلام وإدارات المهرجانات. نظرًا لكل هذه العوامل قرر كركدن في سنة 2003 وهو لا يبلغ من العمر سوى ثمانية عشرة سنة الهجرة إلى إيطاليا حيث يقطن في مدينة ميلانو. استطاع فرض نفسه على الساحة الفنية والمقابلات التلفزيونية، والحفلات الكبرى التي شارك بها خير دليل على ذلك.
تعد الهجرة إلى إيطاليا الانطلاقة الثانية لكركدن حيث تمكن منذ السنوات الأولى من القيام بالعديد من الإنجازات في إطار مسيرة فردية من اشهرها «علي بوم» (Ali Boom)، «انا تونسي» (Ana Tunzi) و«ديسكوتيك» (Discothèque) ونظرًا للنجاح الذي حققته هذه الأغاني، وهي أغاني مصورة تبث في الإذاعات العالمية، تم استدعائه من طرف فرقة «دوغو غنغ» (Dogo Gang) ليلتحق بيها فيما بعد.
اشتهر كركدن بأغنية «ديسكوتيك» (Discothéque) التي أنتجت في تموز/يوليو/جويلية 2009، من طرف شركة يونيفرسال ميوزك، وهي أحد أكبر شركات الإنتاج في العالم.

## إنجازاته
ساهم كركدن بتطوير موسيقى الراب الإيطالي على عدّة اوجه، فبالإضافة على تنظيم الحفلات والتضاهرات على غرار: حفل «بوش إت رييل» (Push It Real) و«تيروريست فور رين» (Terrorist For Rent) قام كركدن بتسهيل انفتاح الراب الإطالى على لغات أخرى كاللغة العربية واللغة الفرنسية وعلى انماط موسيقية أخرى كالموسيقى الإلكترونية الراقصة والالحان الشرقية.

## أشهر أعماله
- 2005: البوم «راب في ستيل عرب» Album Rap Fi Still Arab.
- 2007: ميكستاب «تونسي في شلاكة»Tunzi Fi Shlekka Mixtape.
- 2008: فينيل «انا تونسي» برفقة «وار ساوند» و«سينيالي ديجتالي» Vinyl: Ana Tunzi.
- 2008: أغنية «علي بوم» Ali Boom.
- 2010: البوم «كاركادانس» Karkadance.
- 2011: البوم «آرابيك آلّيرت» Arabic Alert.

## وصلات خارجية
- كركدن على موقع ميوزك برينز (الإنجليزية)
- كركدن على موقع ديسكوغز (الإنجليزية)

حوار حصري مع كركدن (بالغة العربية) 
(بالغة الفرنسيّة) Karkadan : star en Italie, zappé en Tunisie
(بالغة الفرنسيّة) Karkadan, rappeur tunisien, barbue émmigré en Italie
(بالغة الإيطاليّة) Luca Dondoni, « Karkadan, un rap contro l'integralismo », La Stampa